# Antas (sobrenome)

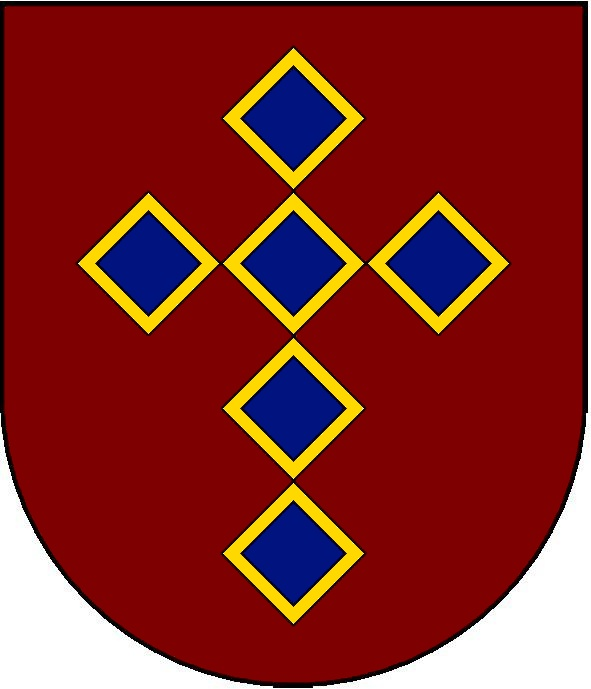
Brasão de armas da família Antas

Antas é um sobrenome da língua portuguesa e italiana, com origem toponímica na localidade de Antas, no antigo concelho de Coura, Entre Douro e Minho.
A contracção da palavra Antas com o prefixo de ligação de, por vezes originou o sobrenome Dantas.
Sua origem toponímica também está ligada aos antigos povos druidas celta.

## Brasão de Armas
O brasão desta família compõe-se: de vermelho, com seis lisonjas de azul perfiladadas de ouro, apontadas em cruz, quatro em pala e três em faixa.

## Bibliografa
- Nobreza de Portugal e Brasil - 3 vols, Direcção de Afonso Eduardo Martins Zuquete, Editorial Enciclopédia, 2ª Edição, Lisboa, 1989, vol. 1-pg. 83
- Actas do 17º Congresso Internacional de Ciências Genealógica e Heráldica, Instituto Português de Heráldica, Lisboa, 1986, Tab. 317-pg. 317
- História Genealógica da Casa Real Portuguesa, D. António Caetano de Sousa, Atlântida-Livraria Editora, Lda, 2ª Edição, Coimbra, 1946, Tomo I-pg. 25.